# Arena Coliseu Mateus Aquino
L'Arena Coliseu Mateus Aquino, noto anche come Coliseu do Sertão, è uno stadio di calcio brasiliano situato all'ingresso dell'area urbana di Alto Santo, comune del Ceará situato nella microregione di Baixo Jaguaribe, a 243 chilometri di Fortaleza. Ha guadagnato fama nazionale e persino internazionale per la sua struttura peculiare e le polemiche sulla costruzione.

## Costruzione
Ispirata al Colosseo romano, la costruzione è iniziata nel 2009 ed è costata circa 1,3 milioni di BRL, con 827.500 BRL concessi dal Ministero dello Sport. Si prevedeva di contenere 20 000 persone, ma si è conclusa con appena 5 000.

## Apertura
La prima partita ufficiale al Coliseu è stata il 9 agosto tra Alto Santo Esporte Clube e União de Brejo Santo, per il debutto del Campeonato Cearense Terceira Divisão 2015. Il pubblico era di sole 900 persone nonostante il prezzo basso del biglietto di BRL 5. I padroni di casa ha vinto 1–0 con un gol di Valdison al 65'.

## Controversia
Nonostante il clima semiarido della regione e la lunga siccità dell'epoca, fu interrata una diga per la costruzione dello stadio. Il prato fu la prima parte completata, rimanendo sei anni inutilizzato, generando spese con l'irrigazione, concimazione e potatura.
All'inizio dei lavori, la squadra di calcio della città era inattiva a causa di debiti, il che ha sollevato ulteriori dubbi sulla necessità della sede. Così le autorità locali hanno riattivato l'Alto Santo Esporte Clube nell'anno di apertura.
Nel progetto, lo stadio dovrebbe contenere 20mila spettatori, un numero superiore alla popolazione del comune (16mila all'epoca). Tuttavia, è stato completato con solo 5mila capacità. Ma il governo municipale ha promesso di completare gli altri 15 000, il che comporterà spese più inutili.